# Тривіальний вузол

Два прості тривіальні вузли

Досить хитрий незавузлений вузол

Тривіальний вузол (або незавузлений вузол) — частковий випадок топологічного вузла, об'єкт математичної теорії вузлів.
Інтуїтивно, це просто замкнута мотузка без вузлів. Більш строго, під таким вузлом розуміють образ будь-якого вкладення кола в евклідів простір, яке може бути безперервно деформоване в стандартне коло, тобто незавузлений вузол гомотопний колу в класі вкладень.
Для визначення того, чи є конкретний вузол тривіальним, можна використовувати різні інваріанти вузлів, наприклад многочлен Александера або фундаментальну групу доповнення. Зазвичай їх можна порахувати виходячи з вузлової діаграми.

## Властивості
- Тривіальний вузол є одиничним елементом відносно операції додавання вузлів.